# Parc Central
Parc Central är en park i Spanien.   Den ligger i provinsen Província de Barcelona och regionen Katalonien, i den östra delen av landet, 500 km öster om huvudstaden Madrid. Parc Central ligger 59 meter över havet.
Terrängen runt Parc Central är kuperad åt nordväst, men söderut är den platt. Havet är nära Parc Central åt sydost.  Närmaste större samhälle är Mataró, 0,48 km sydost om Parc Central. 